# Juventus Football Club 1999-2000
Questa voce raccoglie le informazioni riguardanti la Juventus Football Club nelle competizioni ufficiali della stagione 1999-2000.

## Stagione

L'olandese Edwin van der Sar rompe un tabù secolare in casa juventina, divenendo il primo portiere straniero nella storia del club.

Persi alcuni protagonisti del precedente ciclo (Peruzzi, Di Livio e Deschamps), nell'estate 1999 la Juventus puntò su nuovi elementi: tra questi il portiere olandese Van der Sar – primo numero uno straniero della storia bianconera –, il promettente esterno Zambrotta e l'attaccante serbo Kovačević.
A causa della sconfitta nello spareggio UEFA che aveva chiuso la stagione precedente, la squadra, onde garantirsi una partecipazione alle coppe europee, fu impegnata a livello ufficiale fin dal precampionato, disputando e vincendo la Coppa Intertoto UEFA: l'affermazione, oltre a riconvalidare il primato bianconero di successi nelle competizioni confederali all'epoca vigenti, valse la qualificazione al tabellone principale della Coppa UEFA. In questa fase, a livello logistico si segnalò la decisione societaria di disputare eccezionalmente le gare interne di Coppa lontano da Torino, a fronte dell'ipotesi di probabili incassi negativi dovuti allo scarso riempimento dello stadio delle Alpi, tantopiù nel periodo estivo: i piemontesi fecero base a Cesena per tutti gli incontri interni dell'Intertoto, così come migreranno a Palermo per alcuni successivi turni di Coppa UEFA.
Positivo fu l'avvio in campionato (nonostante un'inaspettata battuta d'arresto all'avvio contro i debuttanti della Reggina), che vide subito una corsa per lo scudetto con la Lazio. Gli stessi biancocelesti eliminarono la Juventus in Coppa Italia, sconfiggendola nei quarti di finale: a distanza di alcune settimane, toccò allo spagnolo Celta Vigo estromettere i piemontesi dall'Europa. La domenica successiva, il 2-0 sul campo del Piacenza sembrò rappresentare la decisiva fuga verso il tricolore.
Le sconfitte con il Milan e i romani riaprirono, a sorpresa, il discorso del titolo. Il 22 aprile 2000 i bianconeri, apparsi in flessione rispetto ai più vivaci biancocelesti, passarono comunque a Firenze mantenendosi a +5 dalla Lazio. Nel turno seguente persero tuttavia abbastanza clamorosamente a Verona, assottigliando il loro vantaggio a 2 punti, per poi mantenere le distanze sconfiggendo di misura il Parma sette giorni dopo grazie a un Del Piero che, nell'occasione, ruppe un'astinenza sottorete su azione che, in Serie A, si protraeva da 567 giorni.
L'ultima e quindi decisiva giornata vide gli uomini di Ancelotti sconfitti a sorpresa sul campo del Perugia: l'incontro rimase celebre per la sospensione di oltre un'ora, dovuta alla pesante pioggia, decisa dall'arbitro Collina. La ripresa iniziò quindi in ritardo, quando le altre gare erano già concluse: un gol di Calori diede il successo agli umbri, con la Juventus che finì seconda a causa del contemporaneo sorpasso della squadra laziale, da par suo vittoriosa contro la Reggina.

## Divise e sponsor

Filippo Inzaghi, migliore marcatore stagionale juventino, in azione con la seconda divisa blu.

Lo sponsor tecnico per la stagione 1999-2000 fu Kappa, mentre gli sponsor ufficiali furono Canal+ nelle competizioni nazionali, attraverso il marchio D+ eccezion fatta per le gare interne di Coppa Italia, marchiate Canalsatellite, e Sony nelle manifestazioni europee.
| Casa | Trasferta | Terza divisa | 1ª portiere | 2ª portiere | 3ª portiere |

## Rosa

Da sinistra: il diggì Luciano Moggi accoglie a Torino Darko Kovačević, ariete serbo che si mise in mostra soprattutto in Coppa UEFA dove, primo bianconero della storia, assurse a capocannoniere dell'edizione.

| N. |                                | Ruolo | Calciatore                           |
| -- | ------------------------------ | ----- | ------------------------------------ |
| 1  | Paesi Bassi (bandiera)         | P     | Edwin van der Sar                    |
| 2  | Italia (bandiera)              | D     | Ciro Ferrara                         |
| 3  | Serbia e Montenegro (bandiera) | D     | Zoran Mirković                       |
| 4  | Uruguay (bandiera)             | D     | Paolo Montero                        |
| 5  | Nigeria (bandiera)             | C     | Sunday Oliseh                        |
| 6  | Francia (bandiera)             | A     | Thierry Henry                        |
| 7  | Italia (bandiera)              | D     | Gianluca Pessotto                    |
| 8  | Italia (bandiera)              | C     | Antonio Conte (capitano)             |
| 9  | Italia (bandiera)              | A     | Filippo Inzaghi                      |
| 10 | Italia (bandiera)              | A     | Alessandro Del Piero (vice capitano) |
| 11 | Uruguay (bandiera)             | A     | Daniel Fonseca                       |
| 12 | Italia (bandiera)              | P     | Michelangelo Rampulla                |
| 13 | Italia (bandiera)              | D     | Mark Iuliano                         |
| 14 | Italia (bandiera)              | C     | Jonathan Bachini                     |
| 15 | Italia (bandiera)              | D     | Alessandro Birindelli                |

| N. |                                | Ruolo | Calciatore          |
| -- | ------------------------------ | ----- | ------------------- |
| 16 | Italia (bandiera)              | A     | Nicola Amoruso      |
| 17 | Irlanda (bandiera)             | C     | Ronnie O'Brien      |
| 18 | Serbia e Montenegro (bandiera) | A     | Darko Kovačević     |
| 19 | Argentina (bandiera)           | A     | Juan Esnáider       |
| 20 | Italia (bandiera)              | C     | Alessio Tacchinardi |
| 21 | Francia (bandiera)             | C     | Zinédine Zidane     |
| 22 | Svezia (bandiera)              | P     | Andreas Isaksson    |
| 23 | Italia (bandiera)              | C     | Gianluca Zambrotta  |
| 24 | Italia (bandiera)              | C     | Raffaele Ametrano   |
| 24 | Italia (bandiera)              | C     | Enzo Maresca        |
| 25 | Italia (bandiera)              | C     | Simone Perrotta     |
| 26 | Paesi Bassi (bandiera)         | C     | Edgar Davids        |
| 27 | Italia (bandiera)              | C     | Marco Rigoni        |
| 28 | Croazia (bandiera)             | D     | Igor Tudor          |
| 34 | Italia (bandiera)              | P     | Andrea D'Amico      |

## Calciomercato

### Sessione estiva
| Acquisti | Acquisti           | Acquisti      | Acquisti                   |
| R.       | Nome               | da            | Modalità                   |
| -------- | ------------------ | ------------- | -------------------------- |
| P        | Andreas Isaksson   | Trelleborg    | definitivo                 |
| P        | Edwin van der Sar  | Ajax          | definitivo                 |
| D        | Marco Zamboni      | Lecce         | fine prestito              |
| C        | Raffaele Ametrano  | Salernitana   | fine prestito              |
| C        | Jonathan Bachini   | Udinese       | definitivo                 |
| C        | Ronnie O'Brien     | Middlesbrough | definitivo                 |
| C        | Sunday Oliseh      | Ajax          | definitivo (21 miliardi ₤) |
| C        | Fabio Pecchia      | Sampdoria     | fine prestito              |
| C        | Gianluca Zambrotta | Bari          | definitivo (27 miliardi ₤) |
| A        | Darko Kovačević    | Real Sociedad | definitivo (37 miliardi ₤) |
| A        | Marcelo Zalayeta   | Empoli        | fine prestito              |

| Cessioni | Cessioni          | Cessioni   | Cessioni                   |
| R.       | Nome              | a          | Modalità                   |
| -------- | ----------------- | ---------- | -------------------------- |
| P        | Morgan De Sanctis | Udinese    | compartecipazione          |
| P        | Angelo Peruzzi    | Inter      | definitivo (28 miliardi ₤) |
| D        | Angelo Di Livio   | Fiorentina | definitivo                 |
| D        | Marco Zamboni     | Udinese    | compartecipazione          |
| C        | Raffaele Ametrano | Cagliari   | prestito                   |
| C        | Jocelyn Blanchard | Lens       | definitivo                 |
| C        | Didier Deschamps  | Chelsea    | definitivo                 |
| C        | Ronnie O'Brien    | Lugano     | prestito                   |
| C        | Fabio Pecchia     | Torino     | compartecipazione          |
| C        | Simone Perrotta   | Bari       | prestito                   |
| A        | Nicola Amoruso    | Perugia    | prestito                   |
| A        | Thierry Henry     | Arsenal    | definitivo (27 miliardi ₤) |
| A        | Marcelo Zalayeta  | Siviglia   | prestito                   |

### Sessione invernale
| Acquisti | Acquisti     | Acquisti      | Acquisti   |
| R.       | Nome         | da            | Modalità   |
| -------- | ------------ | ------------- | ---------- |
| C        | Enzo Maresca | West Bromwich | definitivo |

| Cessioni | Cessioni | Cessioni | Cessioni |
| R.       | Nome     | a        | Modalità |
| -------- | -------- | -------- | -------- |

## Risultati

### Serie A

#### Girone di andata
| Arbitro: | Racalbuto (Gallarate) |

|                |           |            |
| F. Inzaghi 31’ | Marcatori | 47’ Kallon |

| Arbitro: | Borriello (Mantova) |

|  |           |              |
|  | Marcatori | 63’ A. Conte |

| Arbitro: | Tombolini (Ancona) |

|                                                               |           |              |
| Del Piero 21’ (rig.) F. Inzaghi 23’ (rig.), 39’ Zambrotta 48’ | Marcatori | 73’ Bisgaard |

| Arbitro: | Pellegrino (Barcellona Pozzo di Gotto) |

|                          |           |  |
| Lima 3’ Conticchio 90+6’ | Marcatori |  |

| Arbitro: | De Santis (Tivoli) |

|                |           |  |
| A. Conte 90+3’ | Marcatori |  |

| Arbitro: | Treossi (Forlì) |

|  |           |            |
|  | Marcatori | 50’ Zidane |

| Arbitro: | Bolognino (Milano) |

|             |           |              |
| Spinesi 86’ | Marcatori | 22’ Pessotto |

| Arbitro: | Rodomonti (Teramo) |

|                      |           |  |
| Del Piero 77’ (rig.) | Marcatori |  |

| Torino 7 novembre 1999, ore 20:30 CET 9ª giornata | Torino           | 0 – 0 referto | Juventus | Stadio delle Alpi\| Arbitro: \| Bazzoli (Merano) \| |
| Arbitro:                                          | Bazzoli (Merano) |               |          |                                                     |

| Arbitro: | De Santis (Tivoli) |

|                                             |           |                   |
| A. Conte 23’ F. Inzaghi 51’ Kovačević 90+4’ | Marcatori | 21’ (aut.) Zidane |

| Roma 28 novembre 1999, ore 20:30 CET 11ª giornata | Lazio           | 0 – 0 referto | Juventus | Stadio Olimpico\| Arbitro: \| Braschi (Prato) \| |
| Arbitro:                                          | Braschi (Prato) |               |          |                                                  |

| Arbitro: | Cesari (Genova) |

|                     |           |  |
| F. Inzaghi 55’, 71’ | Marcatori |  |

| Arbitro: | Tombolini (Ancona) |

|                |           |  |
| F. Inzaghi 20’ | Marcatori |  |

| Arbitro: | Messina (Bergamo) |

|               |           |           |
| Batistuta 20’ | Marcatori | 17’ Tudor |

| Arbitro: | Bonfrisco (Monza) |

|                |           |  |
| F. Inzaghi 46’ | Marcatori |  |

| Arbitro: | Farina (Novi Ligure) |

|              |           |                      |
| Crespo 90+2’ | Marcatori | 69’ (rig.) Del Piero |

| Arbitro: | Borriello (Mantova) |

|                                                 |           |  |
| Del Piero 26’ (rig.) Zidane 89’ Kovačević 90+3’ | Marcatori |  |

#### Girone di ritorno
| Arbitro: | Serena (Bassano del Grappa) |

|  |           |                          |
|  | Marcatori | 34’ Kovačević 64’ Zidane |

| Arbitro: | Treossi (Forlì) |

|               |           |            |
| F. Inzaghi 1’ | Marcatori | 14’ Sulcis |

| Arbitro: | Messina (Bergamo) |

|               |           |             |
| Jørgensen 37’ | Marcatori | 76’ Ferrara |

| Arbitro: | Bolognino (Milano) |

|            |           |  |
| Zidane 26’ | Marcatori |  |

| Arbitro: | Pellegrino (Barcellona Pozzo di Gotto) |

|  |           |                                                   |
|  | Marcatori | 35’ (rig.) Del Piero 79’, 90+1’, 90+5’ F. Inzaghi |

| Arbitro: | Braschi (Prato) |

|                           |           |                |
| Davids 31’ F. Inzaghi 46’ | Marcatori | 38’ Delvecchio |

| Arbitro: | Bonfrisco (Monza) |

|                                   |           |  |
| A. Conte 43’ Del Piero 54’ (rig.) | Marcatori |  |

| Arbitro: | N. Ayroldi (Molfetta) |

|  |           |                     |
|  | Marcatori | 68’, 74’ F. Inzaghi |

| Arbitro: | Collina (Viareggio) |

|                                                              |           |                                 |
| Brambilla 23’ (aut.) Lentini 67’ (aut.) Del Piero 73’ (rig.) | Marcatori | 33’ (rig.), 89’ (rig.) Ferrante |

| Arbitro: | Paparesta (Bari) |

|                          |           |  |
| Ševčenko 45’, 84’ (rig.) | Marcatori |  |

| Arbitro: | Farina (Novi Ligure) |

|  |           |             |
|  | Marcatori | 66’ Simeone |

| Arbitro: | De Santis (Tivoli) |

|  |           |                                       |
|  | Marcatori | 90’ Kovačević 90+4’ (aut.) M. Paganin |

| Arbitro: | Treossi (Forlì) |

|             |           |                    |
| Seedorf 83’ | Marcatori | 55’, 79’ Kovačević |

| Arbitro: | Paparesta (Bari) |

|                        |           |  |
| Del Piero 45+2’ (rig.) | Marcatori |  |

| Arbitro: | Braschi (Prato) |

|                    |           |  |
| Cammarata 45’, 57’ | Marcatori |  |

| Arbitro: | De Santis (Tivoli) |

|               |           |  |
| Del Piero 60’ | Marcatori |  |

| Arbitro: | Collina (Viareggio) |

|            |           |  |
| Calori 49’ | Marcatori |  |

### Coppa Italia

#### Fase finale
| Arbitri: | Collina (Viareggio) Tombolini (Ancona) |

|                    |           |                                   |
| Turrini 35’ (rig.) | Marcatori | 18’ F. Inzaghi 29’, 80’ Kovačević |

| Arbitri: | Racalbuto (Gallarate) Guiducci (Arezzo) |

|              |           |  |
| Esnáider 26’ | Marcatori |  |

| Arbitri: | Messina (Bergamo) Pellegrino (Barcellona Pozzo di Gotto) |

|                                       |           |                                     |
| Zidane 12’ A. Conte 30’ Kovačević 43’ | Marcatori | 51’ (rig.) Ravanelli 81’ R. Mancini |

| Arbitri: | Collina (Viareggio) Braschi (Prato) |

|                        |           |               |
| Bokšić 53’ Simeone 80’ | Marcatori | 73’ Del Piero |

### Coppa Intertoto UEFA
| Arbitro: | Gallagher |

|              |           |                 |
| Scânteie 28’ | Marcatori | 58’ Tacchinardi |

| Cesena 24 luglio 1999, ore 20:45 CEST Terzo turno - Ritorno | Juventus | 0 – 0 referto | Ceahlăul | Stadio Dino Manuzzi (9 638 spett.)\| Arbitro: \| Olsen \| |
| Arbitro:                                                    | Olsen    |               |          |                                                           |

| Arbitro: | Ibáñez |

|  |           |                                                       |
|  | Marcatori | 9’ Zambrotta 69’, 90’ (rig.) F. Inzaghi 71’ Kovačević |

| Arbitro: | Romain |

|                                                               |           |           |
| F. Inzaghi 34’ (rig.), 65’, 70’ Tacchinardi 49’ Del Piero 76’ | Marcatori | 39’ Duyun |

| Arbitro: | Pedersen |

|                     |           |  |
| F. Inzaghi 31’, 63’ | Marcatori |  |

| Arbitro: | Melo Pereira |

|                       |           |                            |
| Diouf 20’ Nonda 90+3’ | Marcatori | 29’ A. Conte 73’ Zambrotta |

### Coppa UEFA
| Arbitro: | Šmolik |

|                        |           |                                                             |
| Kontoleuteros 76’, 87’ | Marcatori | 3’, 17’ F. Inzaghi 22’ Kovačević 25’ Esnáider 82’ Del Piero |

| Arbitro: | Corpodean |

|                                                        |           |  |
| Kovačević 20’, 47’, 86’ Tacchinardi 55’ A. Conte 90+3’ | Marcatori |  |

| Arbitro: | Monteiro Coroado |

|            |           |                               |
| Yoffou 55’ | Marcatori | 23’ Oliseh 52’, 88’ Kovačević |

| Arbitro: | De Bleeckere |

|               |           |              |
| Kovačević 79’ | Marcatori | 15’ Atanasov |

| Arbitro: | Pedersen |

|                    |           |                                        |
| Giannakopoulos 15’ | Marcatori | 28’ Tudor 67’ Kovačević 88’ F. Inzaghi |

| Arbitro: | Fernández Marín |

|              |           |                          |
| Kovačević 1’ | Marcatori | 37’, 84’ (rig.) Đorđević |

| Arbitro: | Krug |

|               |           |  |
| Kovačević 50’ | Marcatori |  |

| Arbitro: | Dallas |

|                                                     |           |  |
| Makélélé 1’ Birindelli 32’ (aut.) McCarthy 47’, 68’ | Marcatori |  |

## Statistiche

### Statistiche di squadra
| Competizione | Punti | In casa | In casa | In casa | In casa | In casa | In casa | In trasferta | In trasferta | In trasferta | In trasferta | In trasferta | In trasferta | Totale | Totale | Totale | Totale | Totale | Totale | DR  |
| Competizione | Punti | G       | V       | N       | P       | Gf      | Gs      | G            | V            | N            | P            | Gf           | Gs           | G      | V      | N      | P      | Gf     | Gs     | DR  |
| ------------ | ----- | ------- | ------- | ------- | ------- | ------- | ------- | ------------ | ------------ | ------------ | ------------ | ------------ | ------------ | ------ | ------ | ------ | ------ | ------ | ------ | --- |
| Serie A      | 71    | 17      | 14      | 2       | 1       | 28      | 8       | 17           | 7            | 6            | 4            | 18           | 12           | 34     | 21     | 8      | 5      | 46     | 20     | +26 |
| Coppa Italia | -     | 2       | 2       | 0       | 0       | 4       | 2       | 2            | 1            | 0            | 1            | 4            | 3            | 4      | 3      | 0      | 1      | 8      | 5      | +3  |
| Intertoto    | -     | 3       | 2       | 1       | 0       | 7       | 1       | 3            | 1            | 2            | 0            | 7            | 3            | 6      | 3      | 3      | 0      | 14     | 4      | +10 |
| Coppa UEFA   | -     | 4       | 2       | 1       | 1       | 8       | 3       | 4            | 3            | 0            | 1            | 11           | 8            | 8      | 5      | 1      | 2      | 19     | 11     | +8  |
| Totale       | -     | 26      | 20      | 4       | 2       | 47      | 14      | 26           | 12           | 8            | 6            | 40           | 26           | 52     | 32     | 12     | 8      | 87     | 40     | +47 |

### Statistiche dei giocatori
| Giocatore      | Serie A  | Serie A | Serie A     | Serie A    | Coppa Italia | Coppa Italia | Coppa Italia | Coppa Italia | Coppa UEFA | Coppa UEFA | Coppa UEFA  | Coppa UEFA | Intertoto | Intertoto | Intertoto   | Intertoto  | Totale   | Totale | Totale      | Totale     |
| Giocatore      | Presenze | Reti    | Ammonizioni | Espulsioni | Presenze     | Reti         | Ammonizioni  | Espulsioni   | Presenze   | Reti       | Ammonizioni | Espulsioni | Presenze  | Reti      | Ammonizioni | Espulsioni | Presenze | Reti   | Ammonizioni | Espulsioni |
| -------------- | -------- | ------- | ----------- | ---------- | ------------ | ------------ | ------------ | ------------ | ---------- | ---------- | ----------- | ---------- | --------- | --------- | ----------- | ---------- | -------- | ------ | ----------- | ---------- |
| N. Amoruso     | 0        | 0       | 0           | 0          | 0            | 0            | 0            | 0            | 0          | 0          | 0           | 0          | 2         | 0         | 0           | 0          | 2        | 0      | 0           | 0          |
| J. Bachini     | 6        | 0       | 0           | 0          | 4            | 0            | 0            | 0            | 6          | 0          | 2           | 1          | 4         | 0         | 0           | 0          | 20       | 0      | 2           | 1          |
| A. Birindelli  | 22       | 0       | 1           | 0          | 4            | 0            | 1            | 0            | 8          | 0          | 0           | 0          | 4         | 0         | 0           | 0          | 38       | 0      | 2           | 0          |
| A. Conte       | 28       | 4       | 4           | 0          | 2            | 1            | 0            | 0            | 4          | 1          | 0           | 1          | 4         | 1         | 2           | 0          | 38       | 7      | 6           | 1          |
| A. D'Amico     | 0        | 0       | 0           | 0          | 1            | 0            | 0            | 0            | 0          | 0          | 0           | 0          | 0         | 0         | 0           | 0          | 1        | 0      | 0           | 0          |
| E. Davids      | 27       | 1       | 10          | 1          | 3            | 0            | 0            | 0            | 5          | 0          | 2           | 0          | 3         | 0         | 0           | 0          | 38       | 1      | 12          | 1          |
| A. Del Piero   | 34       | 9       | 3           | 0          | 2            | 1            | 0            | 0            | 6          | 1          | 0           | 0          | 3         | 1         | 0           | 0          | 45       | 12     | 3           | 0          |
| J. Esnáider    | 6        | 0       | 0           | 0          | 2            | 1            | 1            | 0            | 4          | 1          | 0           | 0          | 1         | 0         | 0           | 0          | 13       | 2      | 1           | 0          |
| C. Ferrara     | 31       | 1       | 9           | 1          | 1            | 0            | 0            | 0            | 3          | 0          | 0           | 0          | 6         | 0         | 0           | 0          | 41       | 1      | 9           | 1          |
| D. Fonseca     | 0        | 0       | 0           | 0          | 1            | 0            | 0            | 0            | 1          | 0          | 0           | 0          | 0         | 0         | 0           | 0          | 2        | 0      | 0           | 0          |
| T. Henry       | 0        | 0       | 0           | 0          | 0            | 0            | 0            | 0            | 0          | 0          | 0           | 0          | 1         | 0         | 0           | 0          | 1        | 0      | 0           | 0          |
| F. Inzaghi     | 33       | 15      | 2           | 0          | 2            | 1            | 0            | 0            | 4          | 3          | 0           | 0          | 4         | 7         | 0           | 0          | 43       | 26     | 2           | 0          |
| M. Iuliano     | 32       | 0       | 8           | 0          | 2            | 0            | 0            | 0            | 3          | 0          | 0           | 0          | 5         | 0         | 2           | 0          | 42       | 0      | 10          | 0          |
| D. Kovačević   | 26       | 6       | 2           | 1          | 4            | 3            | 0            | 0            | 8          | 10         | 3           | 0          | 6         | 1         | 0           | 0          | 44       | 20     | 5           | 1          |
| E. Maresca     | 1        | 0       | 0           | 0          | 0            | 0            | 0            | 0            | 0          | 0          | 0           | 0          | 0         | 0         | 0           | 0          | 1        | 0      | 0           | 0          |
| Z. Mirković    | 8        | 0       | 0           | 0          | 4            | 0            | 0            | 0            | 6          | 0          | 0           | 0          | 4         | 0         | 0           | 0          | 22       | 0      | 0           | 0          |
| P. Montero     | 28       | 0       | 5           | 1          | 2            | 0            | 0            | 0            | 7          | 0          | 2           | 1          | 3         | 0         | 2           | 1          | 40       | 0      | 9           | 3          |
| R. O'Brien     | 0        | 0       | 0           | 0          | 0            | 0            | 0            | 0            | 0          | 0          | 0           | 0          | 1         | 0         | 0           | 0          | 1        | 0      | 0           | 0          |
| S. Oliseh      | 8        | 0       | 2           | 0          | 1            | 0            | 0            | 0            | 5          | 1          | 0           | 0          | 5         | 0         | 1           | 0          | 19       | 1      | 3           | 0          |
| S. Perrotta    | 0        | 0       | 0           | 0          | 0            | 0            | 0            | 0            | 0          | 0          | 0           | 0          | 1         | 0         | 1           | 0          | 1        | 0      | 1           | 0          |
| G. Pessotto    | 30       | 1       | 1           | 0          | 4            | 0            | 0            | 0            | 6          | 0          | 0           | 0          | 4         | 0         | 0           | 0          | 44       | 1      | 1           | 0          |
| M. Rampulla    | 3        | -1      | 0           | 0          | 1            | -1           | 0            | 0            | 3          | -3         | 0           | 0          | 0         | 0         | 0           | 0          | 7        | -5     | 0           | 0          |
| M. Rigoni      | 0        | 0       | 0           | 0          | 1            | 0            | 0            | 0            | 0          | 0          | 0           | 0          | 0         | 0         | 0           | 0          | 1        | 0      | 0           | 0          |
| A. Tacchinardi | 30       | 0       | 9           | 1          | 3            | 0            | 0            | 0            | 7          | 1          | 1           | 0          | 5         | 2         | 1           | 0          | 45       | 3      | 11          | 1          |
| I. Tudor       | 17       | 1       | 6           | 1          | 2            | 0            | 0            | 0            | 7          | 1          | 3           | 0          | 2         | 0         | 0           | 0          | 28       | 2      | 9           | 1          |
| E. van der Sar | 32       | -19     | 4           | 1          | 3            | -4           | 0            | 0            | 5          | -8         | 0           | 0          | 6         | -4        | 0           | 0          | 46       | -35    | 4           | 1          |
| G. Zambrotta   | 32       | 1       | 6           | 1          | 2            | 0            | 0            | 0            | 7          | 0          | 1           | 0          | 5         | 2         | 0           | 0          | 46       | 3      | 7           | 1          |
| Z. Zidane      | 32       | 4       | 5           | 1          | 3            | 1            | 0            | 0            | 4          | 0          | 0           | 0          | 2         | 0         | 0           | 0          | 41       | 5      | 5           | 1          |